# Vó ngựa trời Nam
Vó ngựa trời Nam là một bộ phim truyền hình được thực hiện bởi Hãng phim Truyền hình Thành phố Hồ Chí Minh, Đài Truyền hình Thành phố Hồ Chí Minh do NSƯT Lê Cung Bắc làm đạo diễn. Phim lấy nguyên mẫu từ cuộc đời của thi tướng Huỳnh Văn Nghệ, nhà quân sự và nhà thơ nổi tiếng của vùng Đông Nam Bộ. Phim được chuyển thể từ hai tác phẩm Thi tướng chiến khu xanh của nhà văn Nguyên Hùng và Thơ văn Huỳnh Văn Nghệ. Phim phát sóng vào lúc 20h45 từ thứ 5 đến Chủ Nhật hàng tuần bắt đầu từ ngày 27 tháng 3 năm 2010 và kết thúc vào ngày 29 tháng 4 năm 2010 trên kênh HTV7.

## Nội dung
Vó ngựa trời Nam xoay quanh câu chuyện cuộc đời của nhà thơ, nhà quân sự Huỳnh Văn Nghệ, được bắt đầu từ những năm tháng tuổi thơ đầy vất vả. Vốn xuất thân trong gia cảnh nghèo khó nhưng Huỳnh Văn Nghệ lại học rất giỏi, là học sinh duy nhất của Trường Mỹ Lộc (Bình Dương) được nhận học bổng vào Trường Pétrus Ký Sài Gòn. Trong thời gian học tại Pétrus Ký, Tám Nghệ (Huỳnh Văn Nghệ) đã sớm làm quen với Chủ nghĩa Cộng sản. Ra trường, ông tiếp tục tham gia các hoạt động cách mạng. Thời gian ở Bangkok (Thái Lan), Huỳnh Văn Nghệ đã cùng với nhóm Việt kiều yêu nước tổ chức tờ báo Hồn Cố Hương. Ông là cây viết chủ lực với bút danh Thanh Kiếm Thần, kêu gọi mọi người ủng hộ Việt Minh đứng lên chống lại quân xâm lược Pháp - Nhật. Tại Sài Gòn, Huỳnh Văn Nghệ gia nhập Ủy ban Kháng chiến Nam bộ do Trần Văn Giàu lãnh đạo.
Với đầu óc già dặn của một nhà chính trị, tài thao lược của một nhà quân sự và tâm hồn lãng mạn của một thi sĩ, Huỳnh Văn Nghệ đã thu phục được một số tổ chức riêng lẻ, tự phát tập hợp thành một lực lượng thống nhất dưới sự lãnh đạo của Đảng Cộng sản; biến Tân Uyên nói riêng và cả miền Đông nói chung trở thành một căn cứ cách mạng vững chắc, để từ đó quân dân miền Đông có những trận đánh "xuất quỷ nhập thần", khiến thực dân Pháp và bọn tay sai phải kiêng nể, khiếp sợ. Biệt danh Huỳnh Văn Nghệ - "Hùm xám miền Đông" cũng bắt đầu nổi lên từ đó…

## Diễn viên
- Huỳnh Đông trong vai Huỳnh Văn Nghệ[6]
- Phụng Cường trong vai Huỳnh Văn Nghệ (lúc nhỏ)
- Thạch Kim Long trong vai Chín Quỳ
- Khương Thịnh trong vai Lương Văn Tương
- Tấn Hưng trong vai Tám Phát
- Lê Phương trong vai Nhàn
- Bích Hằng trong vai Mẹ Nghệ
- Mai Văn Hiệp trong vai Cha Nghệ
- Trung Dũng trong vai Nguyễn Bình
- Mai Sơn Lâm trong vai Bảy Viễn
- NSƯT Thanh Hoàng trong vai Hai Huỳnh
- Công Hậu trong vai Huyện Hứa

Và một số diễn viên khác...

## Giải thưởng
| Năm  | Giải thưởng                                | Hạng mục                                | (Người) đề cử     | Kết quả       | Tham khảo    |
| ---- | ------------------------------------------ | --------------------------------------- | ----------------- | ------------- | ------------ |
| 2010 | Liên hoan truyền hình toàn quốc lần thứ 30 | Phim truyền hình                        | —                 | Giải vàng     | [ 7 ]        |
| 2010 | Liên hoan truyền hình toàn quốc lần thứ 30 | Nam diễn viên truyền hình               | Huỳnh Đông        | Đoạt giải     | [ 7 ]        |
| 2010 | Liên hoan truyền hình toàn quốc lần thứ 30 | Quay phim xuất sắc nhất                 | Nguyễn Thanh Phúc | Đoạt giải     | [ 7 ]        |
| 2010 | Giải Cánh diều                             | Phim truyện truyền hình                 | —                 | Cánh diều bạc | [ 8 ]        |
| 2010 | Giải Cánh diều                             | Nam diễn viên chính xuất sắc            | Huỳnh Đông        | Đoạt giải     | [ 8 ]        |
| 2010 | Giải Cánh diều                             | Đạo diễn xuất sắc                       | NSƯT Lê Cung Bắc  | Đoạt giải     | [ 8 ]        |
| 2011 | HTV Awards                                 | Nam diễn viên chính được yêu thích nhất | Huỳnh Đông        | Đề cử         | [ 9 ] [ 10 ] |
| 2011 | HTV Awards                                 | Nam diễn viên phụ được yêu thích nhất   | Thạch Kim Long    | Đề cử         | [ 9 ] [ 10 ] |
| 2011 | HTV Awards                                 | Nữ diễn viên phụ được yêu thích nhất    | Lê Phương         | Đề cử         | [ 9 ] [ 10 ] |